# Liodessus dilatatus
Liodessus dilatatus är en skalbaggsart som först beskrevs av Régimbart 1895.  Liodessus dilatatus ingår i släktet Liodessus och familjen dykare. Inga underarter finns listade i Catalogue of Life.